# Vůz A150, 151, 149 ČD
Vozy A150, číslované v intervalu 50 54 19-46, A151, číslované v intervalu 50 54 19-41, a A149, číslované v intervalu 51 54 19-41, v 80. letech shodně označené Am, předtím Aa, jsou řadami podobných rychlíkových osobních vozů první třídy z vozového parku Českých drah. Všechny tyto vozy vyrobila východoněmecká vagónka VEB Waggonbau Bautzen v letech 1967–1978.

## Technické informace
Jsou to neklimatizované osobní vozy první třídy se skříní typu UIC-Y o délce 24 500 mm. Vozy mají podvozky Görlitz V vybavené špalíkovými brzdami a jejich maximální povolená rychlost je 140 km/h.
Vnější nástupní dveře jsou zalamovací, vybavené dálkovým zavíráním, mezivozové přechodové jsou manuálně posuvné do stran. Vozy mají polospouštěcí okna.
Vozy mají devět oddílů, každý se šesti polohovatelnými sedačkami, celkem tedy 54 míst k sezení.
Vozy A150 jsou vybaveny odporovým elektrickým a parním vytápěním. Pro výrobu elektřiny jsou vybaveny velkým dynamem na podvozku. Vozy A149 a A151 má moderní teplovzdušné topení s kaloriferem ve spodní části vozu a možností regulace teploty v každém oddílu, dále novější modernější a menší alternátor místo dynama, odlišný typ sedadel, jiné uspořádání WC a umývárny. Provozní osvětlení je realizováno pomocí zářivek, nouzové pomocí žárovek.
Původní nátěr, ještě za dob Československých státních drah, byl tmavě zelený, později byl nahrazen bílým nátěrem se širokým zeleným pruhem přes okna. V současnosti[kdy?] jsou vozy opatřovány modro-bílým nátěrem v novém korporátním stylu Českých drah Najbrt. Nad okny vždy byl a je žlutý pruh značící první třídu.

## Modernizace

### Úpravy
V této sekci jsou chronologicky popsány úpravy, při kterých nedošlo k přeznačení vozů nebo k přeznačení došlo, ale přeznačené vozy jsou též popsány v tomto článku.
Vozy A150 vyrobené v letech 1970–1971 byly původně dodány s nejvyšší povolenou rychlostí 120 km/h. Všechny vozy byly v letech 2003–2007 upraveny a byla jim rychlost zvýšena na současných 140 km/h.
Od roku 2009 probíhají revitalizace vozů, kdy vybrané vozy dostávají obměnu interiéru v novém designu Českých drah. Vybrané úpravy se vzhledem k zastaralosti vozů A150, které jsou postupně vyřazovány, týkají pouze řad A149 a A151. Tuto revitalizaci provádí většinou firma Janoza, která již v minulosti měla s revitalizací vozů zkušenosti.[zdroj?]

### Přestavby na jiné řady
V první polovině 90. let bylo několik (minimálně 17) vozů A150 přeznačeno bez jakýchkoli úprav na vozy druhé třídy B252. Na konci 90. let byly všechny vozy přeznačeny zpět na třídu první.
V letech 1995–1996 byly čtyři vozy řady A151, čtyři vozy A150 přechodně přeznačené na B252 a jeden vůz A149 přestavěny na vozy Aee152.
V roce 2016 bylo 12 zbývajících vozů řady A151 přeznačeno na vozy druhé třídy B251, čímž řada A151 zanikla.
Koncem roku 2021 bylo 22 vozů řady A149 přeznačeno na vozy druhé třídy B209 bez dalších úprav.

## Provoz
Vozy A150 jsou vhodné jen pro vnitrostátní provoz. Vozy A149 jsou vhodné pro mezistátní provoz dle úmluv RIC. Vozy A151 vznikly přeznačením vozů A149, při kterém jim byl odebrán režim RIC.
V současnosti[kdy?] jsou v provozu pouze vozy A149, jako muzejní jsou zachovány 2 vozy A150 v železničním muzeu Lužná u Rakovníka.
Vozy, ač technicky zastaralé již v době své výroby, lze stále potkat na většině vnitrostátních rychlíků v České republice.[zdroj?]

## Fotografie

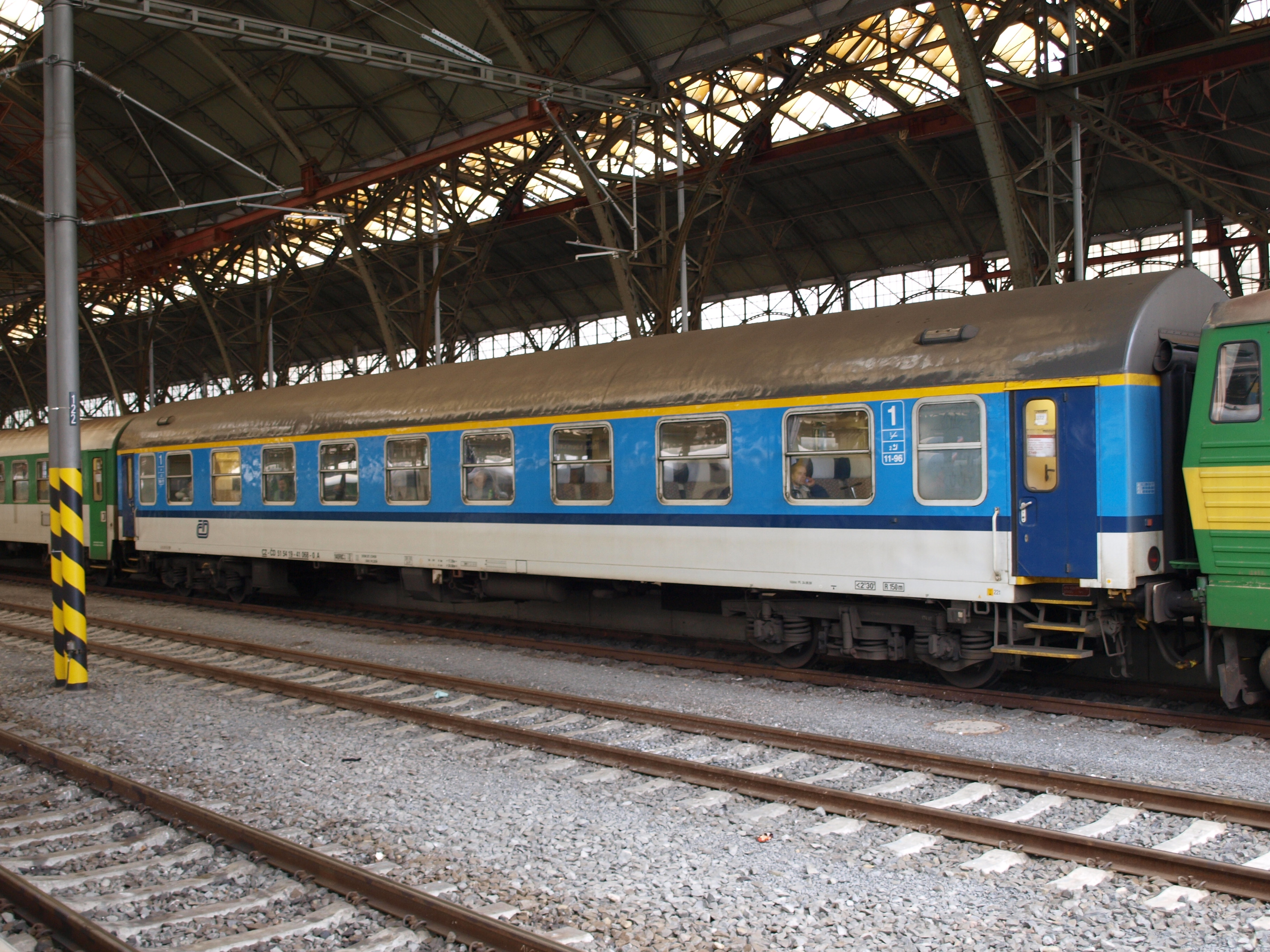
Vůz A149 na hlavním nádraží v Praze
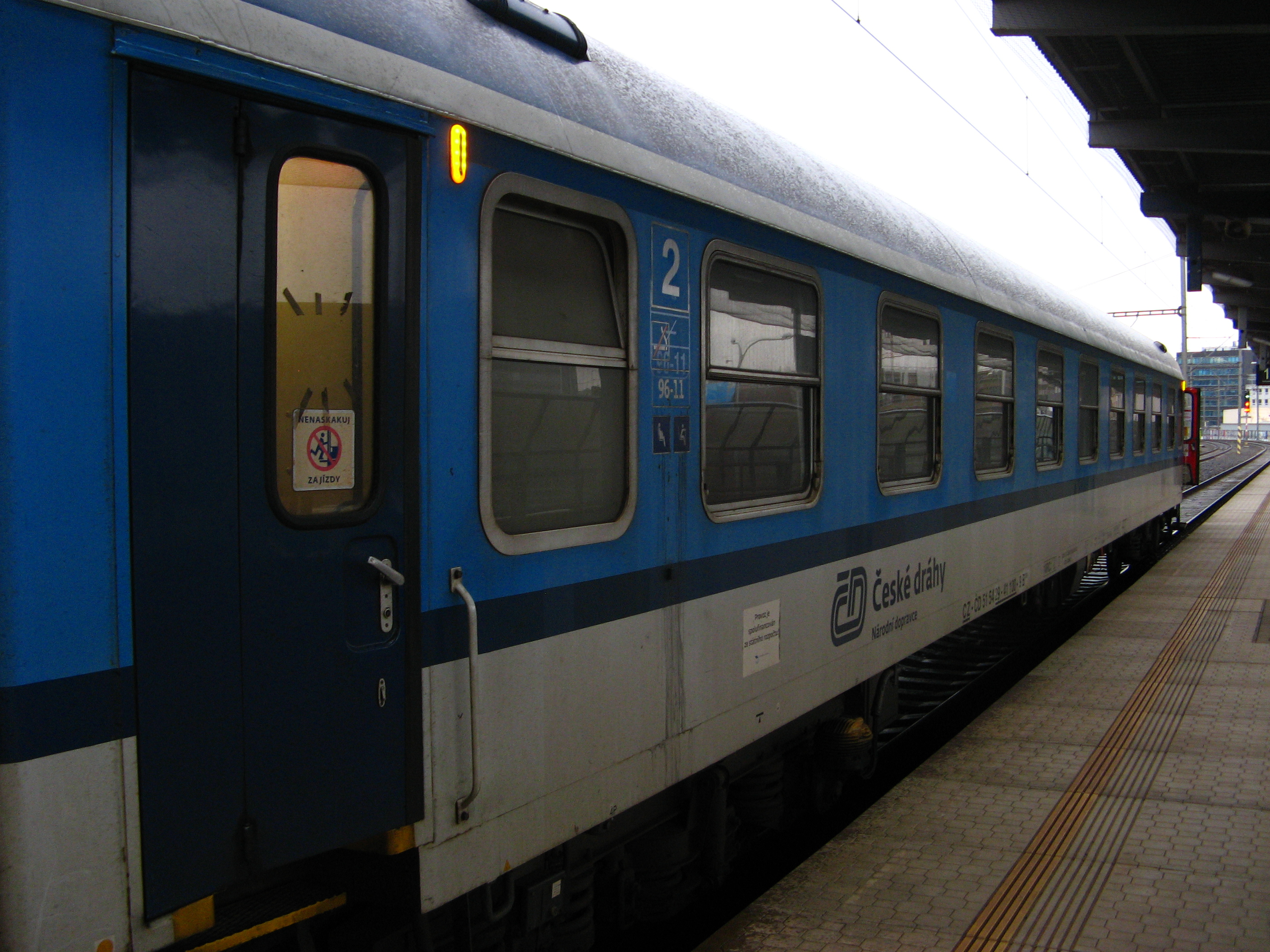
Vůz B209 vzniklý přeznačením vozu A149 na 2. třídu
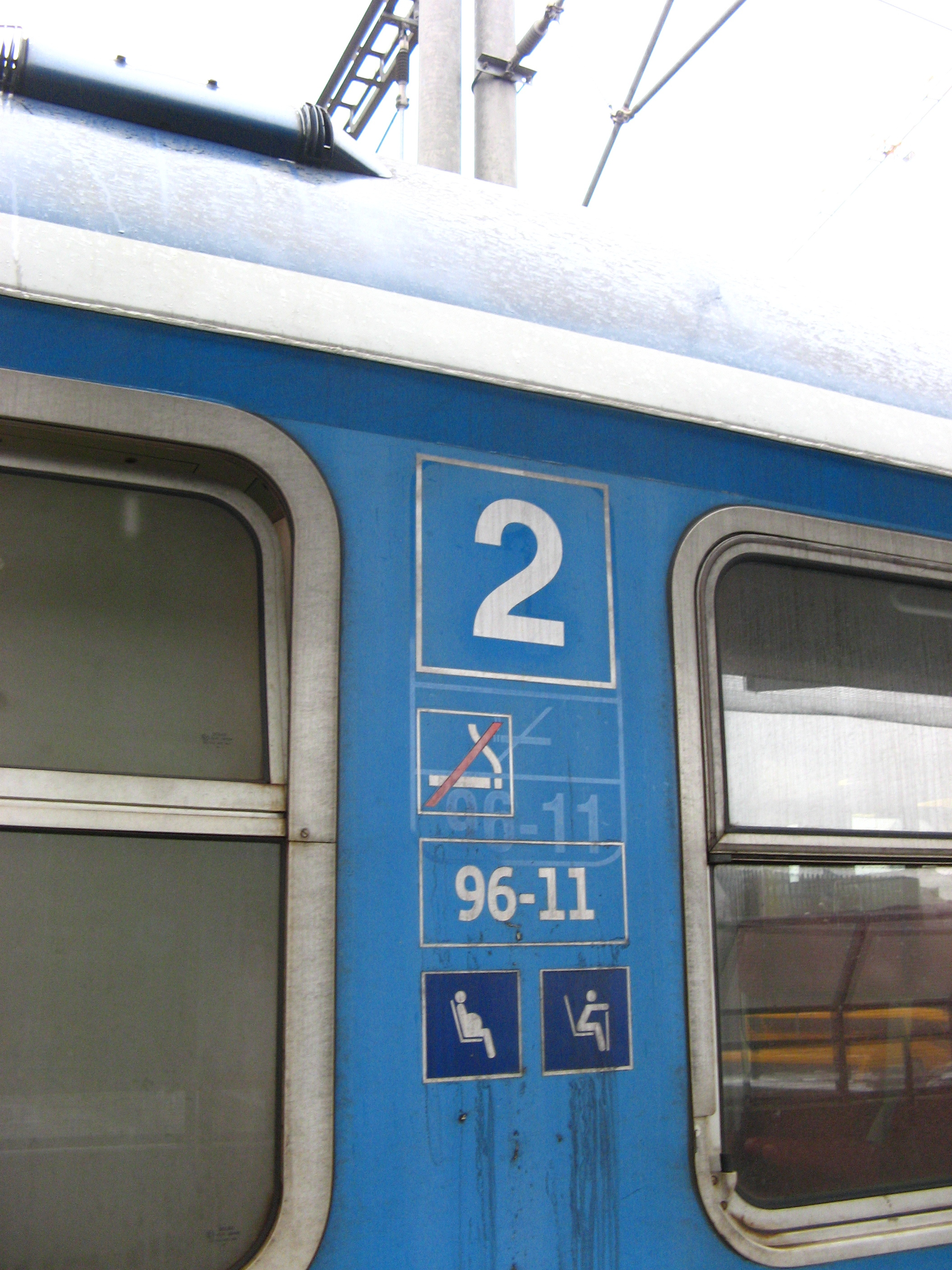
Přepsané popisky na voze B209 v rámci přeznačení na 2. třídu, nahoře zamodřený žlutý pruh